# Mont Blanc
|  | Per a altres significats, vegeu «Montblanc (desambiguació)». |

El Mont Blanc (Mont Blanc en francès i Monte Bianco en italià) és el punt culminant i cim emblemàtic dels Alps i un dels més coneguts del món. Té una altitud de 4.808 metres, i és el més alt de la Unió Europea.

## Situació geogràfica
Fronterer entre França i Itàlia, encara que s'aprecien petites diferències segons les fonts cartogràfiques, ja que els mapes francesos inclouen tot el cim dintre de les pròpies fronteres, mentre que els mapes italians el declaren compartit.
La seva altitud exacta és variable, en funció de la capa de neu que cobreix el cim rocós i que es calcula en uns 10/15 metres. Les mesures dels darrers anys han oscil·lat entre els 4807 i els 4810 metres.
Dona nom al massís del Mont Blanc, important conjunt de cims dels Alps que conté molts altres pics de més de 4000 metres.
Geològicament es va formar durant l'orogènia alpina, donant nom al Alpin-Himalaic. L'estructura de tot el massís és granítica i de formació relativament recent –més que la dels Pirineus- motiu pel qual encara conserva una morfologia més abrupta, no tan castigada per l'erosió.
Al massís hi ha un bon nombre de glaceres i des del pic del Mont Blanc baixen algunes de molt importants: la Brenva, de Miage, du Bruillard cap al vessant sud i Bionnassay, Taconnaz i sobretot el dels Bossons cap al Nord. Aquest darrer als primers anys del segle xx arribava fins al fons de la vall a només 1000 metres d'altitud. Actualment ha reculat fins als 1400 metres. Com a mostra de la importància de les glaceres perpètues a les regions alpines, es pot destacar que totes elles tenen nom propi, conegut i conservat de segles.

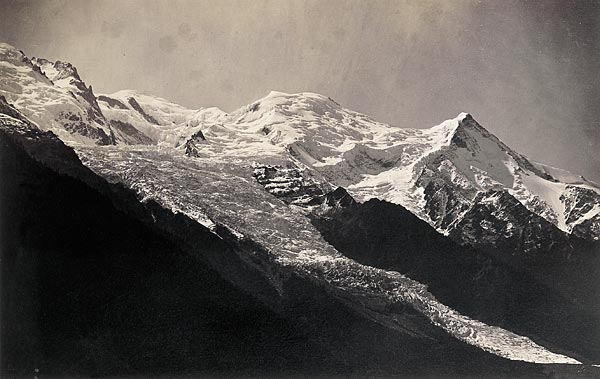
Vist des de Chamonix

## Història: la primera ascensió
El 1760 un ric ginebrí, dit Horace-Bénédict de Saussure, marxa al país del Mont Blanc. La seva voluntat queda sotmesa al desig de pujar-hi. Sabent-se incapaç d'ésser el primer a pujar, ofereix força diners al que trobi un camí practicable fins al cim del Mont Blanc. Es van succeir els intents –poc seriosos la majoria- fins que el 1786, el dia vuit d'agost, dos aficionats ben entrenats, Jacques Balmat i el doctor Paccard –aquest motivat pel seu desig d'observar al cim un baròmetre aneroide- pugen fins al cim i baixen sans i estalvis. Un any després, el promotor d'aquesta aventura, Horace-Bénédict de Saussure, trepitja també el cim, acompanyat d'un grup de guies de Chamonix.
Felice Giordano va ser el primer a efectuar l'ascensió del Mont Blanc des del vessant italià, per la part més abrupta, el 6 d'agost de 1864.

## Turisme i Alpinisme

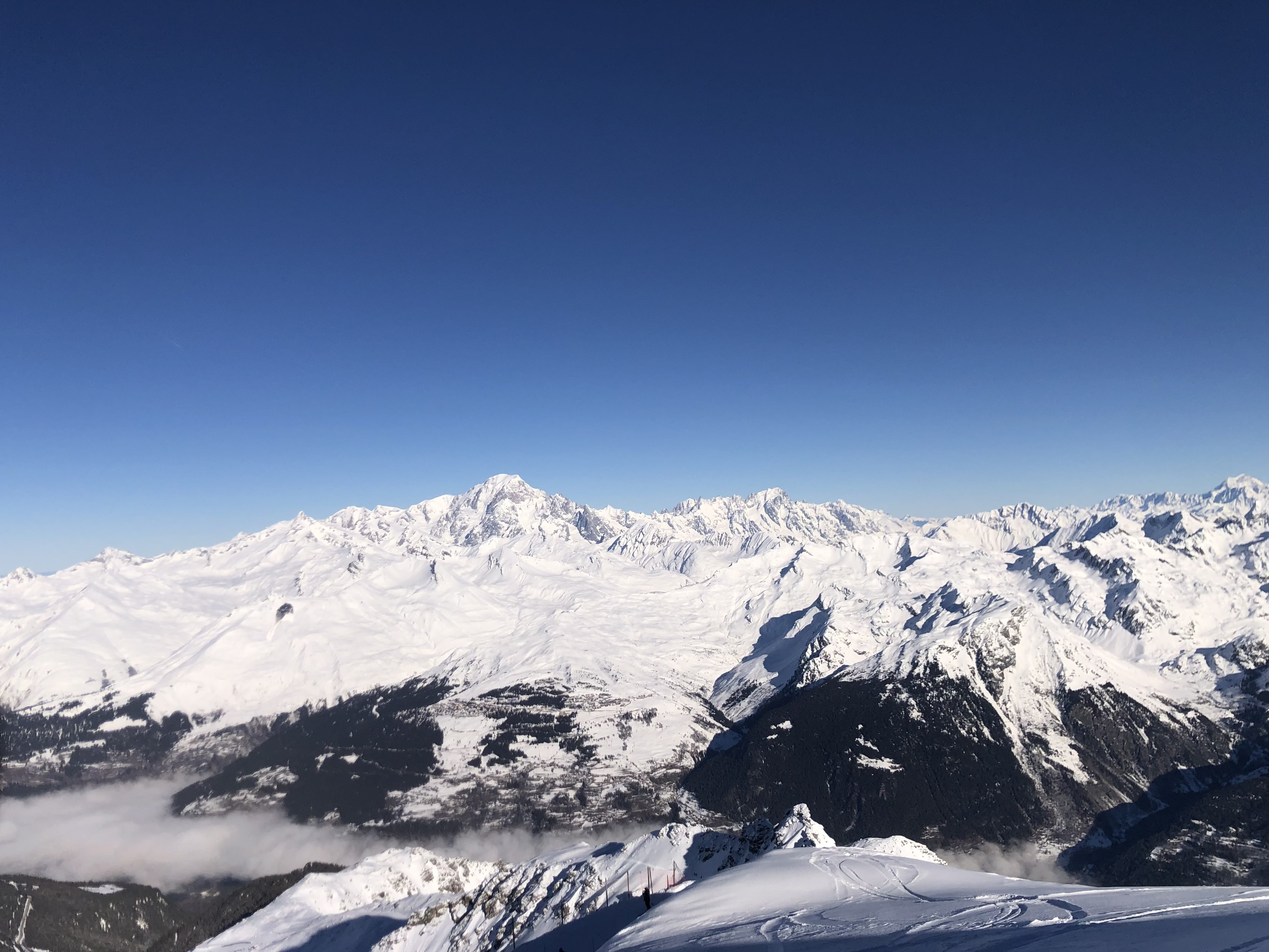
Vista del vessant sud del Mont Blanc (gran cim a l'esquerra) des de l'Aiguille Rouge

Des de fa almenys dos segles, l'atractiu d'aquelles muntanyes convoca any rere any un bon nombre de turistes, especialment a la part francesa del massís, cosa que ha transformat radicalment el país, els costums i la cultura.
Una d'aquestes transformacions va ser causada pel naixement –a Chamonix precisament- de l'Alpinisme.
Actualment el Mont Blanc és la destinació de multitud d'alpinistes: a la primavera amb esquí de muntanya, principalment des de l'estació inferior de l'Aiguille du Midi, i els Grands Mulets i a l'estiu des de Les Houches i l'Aiguille du Goûter on hi ha el refugi del mateix nom.
Cap d'aquests dos itineraris són de gran dificultat: bon esquiador-bon alpinista (BSBA segons la graduació utilitzada a les guies alpines) per a l'itinerari amb esquís i poc difícil (PD) per l'itinerari d'alpinisme. Malgrat això, i especialment l'itinerari amb esquís, és una empresa considerable per als muntanyencs sense l'experiència i la capacitat adequades.
Existeixen molts altres itineraris, alguns –vessant italiana sobretot- extremadament difícils.
En qualsevol cas és una muntanya molt alta, de pendents força dretes. Per la seva latitud i altitud, el fred, la neu i el gel són sempre presents. Qualsevol intent o aproximació pot ser prèviament avaluat i documentat a les oficines que les associacions de muntanyisme o de guies de muntanya tenen a Chamonix, Les Houches, Saint Gervais o Courmayeur. Malgrat aquests eficaços serveis, cada any hi ha accidents greus al massís.